# أوديسسا

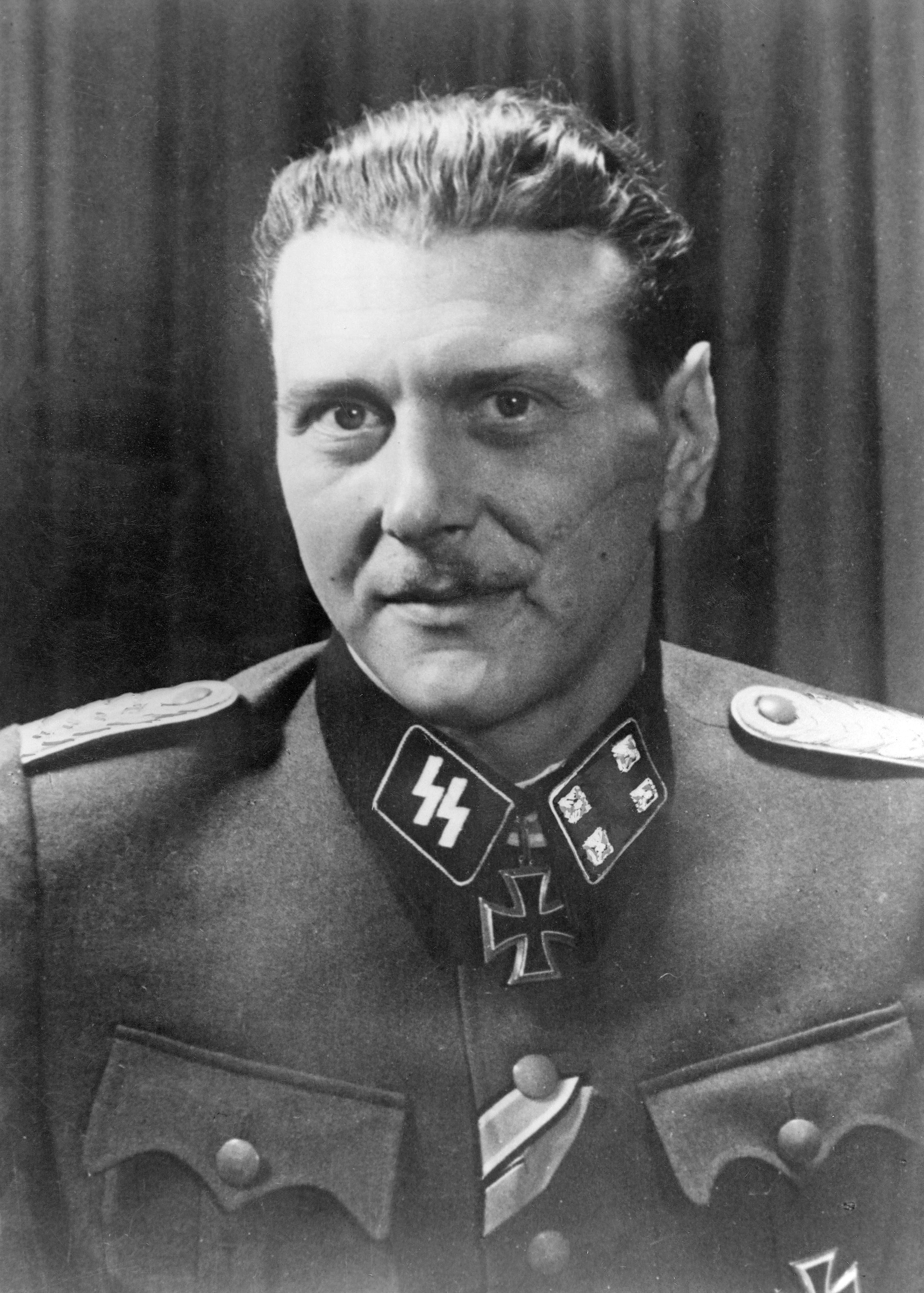
أوتو سكورزيني. ضابط برتبة مقدم في فرقة فافن إس إس الألمانية خلال الحرب العالمية الثانية.

أوديسسا هو اسم رمزي أمريكي (من الألمانية: منظمة أعضاء الإس إس السابقين) عُرف في عام 1946 بصدد تغطية خطط هروب الحزب النازي من تحت الأرض في نهاية الحرب العالمية الثانية، بواسطة ضباط من منظمة الإس إس التي تهدف إلى وضع خطط وتسهيل طرق (التي تدعى بطرق الجرذان) هروب سرية إلى الشرق الأوسط والأرجنتين وتسيير اجتماعات لاحقة. جرى تداول هذه الفكرة كثيرًا في الروايات وأفلام التجسس الخيالية، وصنفت رواية الإثارة ملف أوديسسا للكاتب فريدريك فورسيث في عام 1972 الرواية الأكثر مبيعًا.
أنكرت هذه المنظمة من معظم الخبراء والمحللين، مع أن هناك عدداً من النازيين ومجرمي الحرب المطلوبين هربوا فعلاً من ألمانيا وعلى الأرجح إلى خارج أوروبا . سُجل هذا الاسم مرة أخرى باعتباره أمريكياً لتغطية خطط وترتيبات عدة شملت المشرعة منها والمتوقعة، ما زالت هناك بعض الالتباسات لسنوات عدة في استخدام مصطلح أوديسسا.
هرب بحدود 300 نازي إلى الأرجنتين عن طريق الرئيس الأرجنتيني خوان بيرون بعد أن استحوذ على السلطة في عام 1946.
أكد أوكي جوني أن الدليل الأرشيفي أظهر عدم وجود منظمة تُدعى أوديسسا، ومع ذلك تعد خطرة بكل حال من الأحوال، وعلى الأرجح أنها تخدم لصالح شبكة هروب حقيقية. صرح الكاتب جاي والتر في كتابه مطاردة الشر الذي صدر في عام 2009 أنه لم يجد دليلًا على وجود منظمة هروب تدعى أوديسسا، مع أن هناك منظمات عدة تعمل تحت مظلة هتلر بواسطة قائد قوات المغاوير أوتو سكورزني، وهي كونسول، وشاغنهوست، وزيكستجشتغن (ستة نجوم)، ولايبفاخة (الحارس الشخصي)، ولوستكا يفودا (الإخوة المضحكون)، وديشبينة (العنكبوت). صرح المؤرخ دانيال شتال في مقالة له عام 2011 أن هناك اتفاقًا عامًا بين المؤرخين على عدم وجود منظمة تدعى أوديسسا.
وصف، جوني في كتابه حقيقة أوديسسا، الدور الذي يلعبه الرئيس الأرجنتيني خوان بيرون في تغطية عملية هروب النازيين بالتعاون مع الفاتيكان، حيث جرت اتصالات سرية بين الحكومة الأرجنتينية والسلطات السويسرية بواسطة عملاء يعملون لصالح الرئيس خوان بمكتب سري في مدينة بيرن بسويسرا. أعدت وكالة الخدمة السرية، التي تعود للقائد هاينريش هيملر ذي المستوى الرفيع في الحزب النازي، طريق هروب في مدينة مدريد عام 1944، انتقلت هذه العملية إلى القصر الرئاسي (كاسا روسادا) في العاصمة الأرجنتين في عام 1945. صرحَ جوني أن هذه العملية امتدت من الدول الإسكندنافية إلى إيطاليا، وشملت مساعدة مجرمي الحرب وإعادة الذهب الذي سرقته الخزانة الكرواتية.

## أصول المصطلح
ظهرَ هذا الاسم الرمزي أوديسسا، الذي تبناه الحلفاء، لأول مرة في مذكرة تعود إلى الثالث من يوليو عام 1946 بواسطة وكالة مكافحة التجسس الأمريكية التي تعمل في توثيق الأشخاص الذين نزحوا باعتبارهم مشبوهين، جائز أنهم كانوا ضد الحلفاء. كتب المؤرخ جاي والتر أن الوكالة اكتشفت استخدام المصطلح أوديسسا بأورباك في معسكر اعتقال ضباط منظمة الإس إس الذين استخدموا هذا المصطلح في محاولاتهم السرية لكسب امتيازات خاصة من الصليب الأحمر. لم تتمكن السلطات الأمريكية والبريطانية من توثيق هذه الادعاءات.

## التاريخ
تأسست منظمة أوديسسا في عام 1944 لمساعدة النازيين الذين هربوا، طبقاً لما قاله سيمون فيزنتال. أشارت محطة التلفزيون الألمانية زي دي إف في فيلم وثائقي أن أوديسسا ليست منظمة عالمية سرية كما وصفها سايمون ويزنتال بل هي منظمات عدة،
سرية وغير سرية ساعدت ضباط الإس إس السابقين، وربما حُجبت الحقيقة على خلفية صراع بين منظمة ويزنتال ووكالة الاستخبارات العسكرية في ألمانيا الغربية. فتحت أيضًا السلطات النمساوية تحقيقًا بشأن هذه المنظمة بسنوات عدة قبل أن يفصح سايمون عن معلوماته.